# Baba Cósmica
Baba Cósmica foi uma banda de punk rock do Brasil. A banda era um power trio formada pelos músicos Pedro Knoedt (guitarra e voz), Felipe Knoblitch (baixo) e Rafael Ramos (bateria).
Além de serem conhecidos por serem os autores da música "Sábado de Sol", sucesso dos Mamonas Assassinas, chegaram a vender 45 mil cópias do CD Gororoba, de 1995, o que lhes rendeu a certificação de disco de ouro pela ABPD.

## História
A banda Baba Cósmica foi formada em 1994 com influência do hardcore estadunidense, e compunha suas canções com letras bem humoradas. Durante dois anos praticamente só ensaiaram e gravaram fitas demo, além de se apresentarem em pequenos shows. 
Em 1995, Rafael Ramos recebeu uma fita demo (com as faixas "Pelados em Santos" e "Jumento Celestino") dos Mamonas Assassinas. Gostou tanto do trabalho deles que levou esta fita para a EMI, e exigiu a contratação dos Mamonas. João Augusto, diretor artístico da gravadora e pai de Rafael, trabalhou com Mamonas Assassinas, gravando seu primeiro CD. Encantado com o sucesso dos Mamonas Assassinas, João Augusto decidiu produzir o primeiro disco da banda de seu filho. Rick Bonadio aceitou trabalhar com a Baba Cósmica, e lançou com eles em 1996 o álbum "Gororoba", que alcançou a certificação de disco de ouro. 
A banda realizou vários show de abertura para os Mamonas. 
Na edição de 21 de dezembro de 1996 do programa Top 20 Brasil, da MTV, o videoclipe de "Uma Pedra No Meu Caminho" ficou na 4ª posição.
Em meados de 1997, a banda passou por mudanças em sua formação, e Rafael assumiu os vocais. Gravaram ainda um segundo álbum, intitulado "O Que Você Quiser", que não repetiu o sucesso do primeiro, e foi com ele e sua turnê que a Baba Cósmica encerrou suas atividades.

## Discografia
- 1996 - Gororoba (Natasha Records)   ouro
- 1998 - O que você quiser

## Prêmios e indicações
| Ano  | Prêmio                      | Categoria                              | Indicação                | Resultado | Ref.  |
| ---- | --------------------------- | -------------------------------------- | ------------------------ | --------- | ----- |
| 1996 | MTV Video Music Brasil 1996 | Escolha da Audiência                   | Sábado de Sol            | Indicado  | [ 6 ] |
| 1996 | MTV Video Music Brasil 1996 | Melhor Videoclipe de Artista Revelação | Sábado de Sol            | Indicado  | [ 6 ] |
| 1997 | MTV Video Music Brasil 1997 | Escolha da Audiência                   | Uma Pedra No Meu Caminho | Indicado  | [ 7 ] |